# ブランシュ・ド・カスティーユ

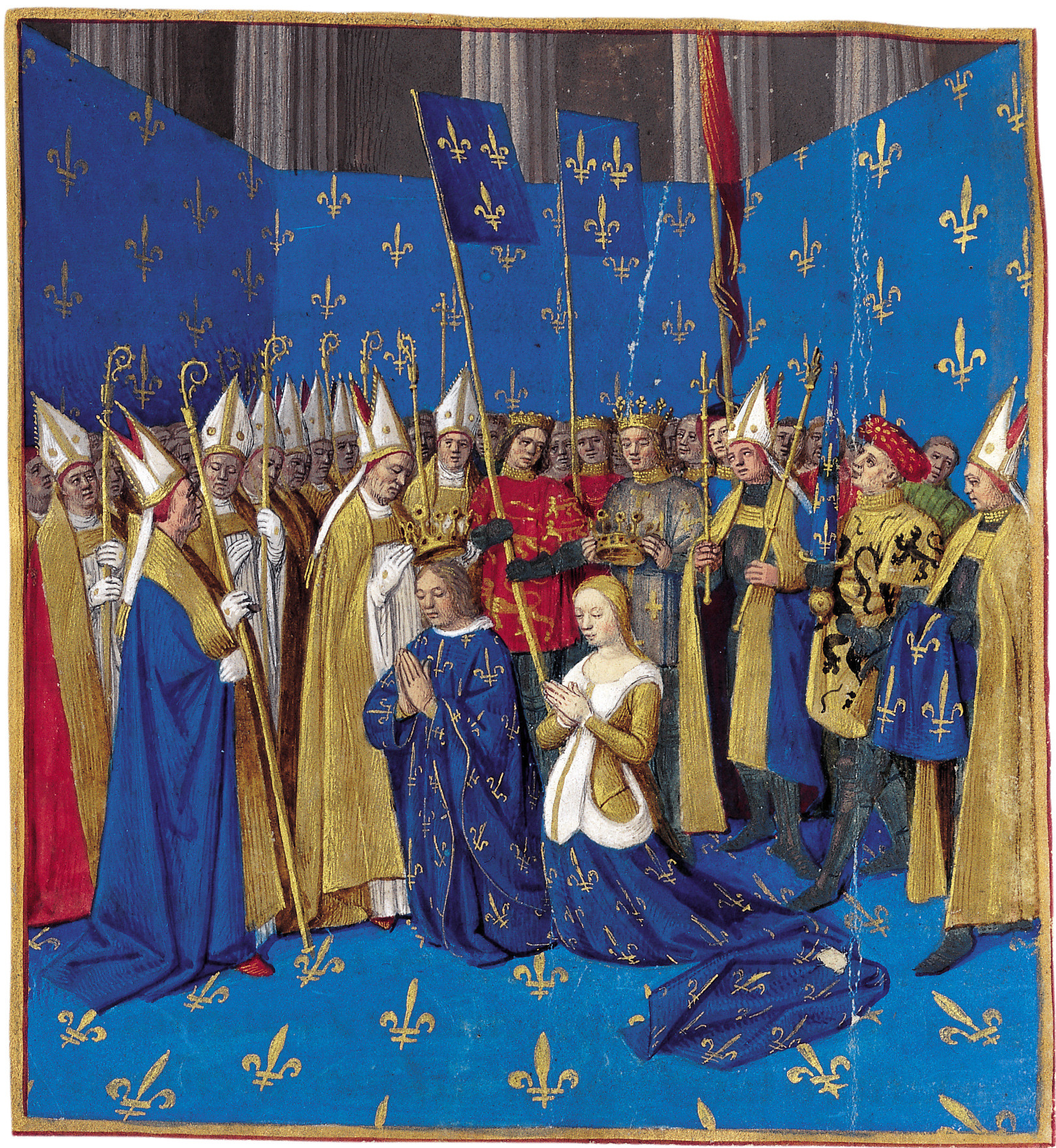
ルイ8世と王妃ブランシュの戴冠

ブランシュ・ド・カスティーユ（Blanche de Castille, 1188年3月4日 - 1252年11月27日）は、フランス王ルイ8世の王妃。カスティーリャ王アルフォンソ8世と王妃レオノールの三女としてパレンシアで生まれた。スペイン名ではブランカ・デ・カスティーリャ（Blanca de Castilla）。結婚後からルイ8世の外交にも関与し、1226年に12歳で即位した息子ルイ9世の摂政として長きにわたりフランスの政治に影響を及ぼした。

## 生涯

### 政略結婚
1200年、フランス王フィリップ2世とイングランド王ジョンの間に和平が結ばれると、ブランシュの次姉ウラカとフランス王太子ルイとの婚約が提案された。2人の祖母であるイングランド王太后アリエノール・ダキテーヌは、2人にこの婚約話を知らせにカスティーリャを訪れ、ブランシュの資質がフランス王妃に向いていると判断した。異説では、「ウラカ」がフランス語にない名前のため、宮廷の吟遊詩人らのからかいの的になるといけないからとブランシュが選ばれたという話もある（姉ウラカはポルトガル王アフォンソ2世の王妃となった）。
1200年春にブランシュはフランスへ行き、5月に条約が最終的に結ばれた（en）。ジョン王は姪と共に、王領として保持していたベリーのイスーダンとグラセ、およびシャトールー領主アンドレ・ド・ショヴィニーを引き渡した。その翌日にフランス領ではなく、ジョンの領土であるセーヌ川右岸のポールモールで結婚式が行われた。

### 政治への干渉、摂政王太后
ブランシュはやがて祖母アリエノール、母レオノールと同じように政治に影響を及ぼすようになる。1216年、ルイ王太子はイングランド王ジョンが死亡すると、ブランシュの持つイングランド王位継承権を根拠にイングランドへ侵攻した（第一次バロン戦争）。ルイ王太子の父フィリップ2世はルイへの援助を拒否したため、ブランシュ1人だけが彼の味方だった。ブランシュは自らカレーで2つの艦隊を指揮したが、彼女の努力は全て水泡に帰した。あとわずかで即位できるところまで新王ヘンリー3世を追いつめながら、猛反撃を受けて撤退を余儀なくされたからであった。このことで明らかなように、強烈な意志を持ったブランシュが穏やかな性格のルイを支配していたのである。
1226年にルイ8世が早世すると、ブランシュは12人もしくは13人の子供たち（うち6人は夭折）の保護者となり、12歳で即位したルイ9世の摂政となった。当時カペー家の領土がフランス王国の広範囲を占めるプランタジネット家の領土に飲み込まれそうな状況にあり、国内の貴族たちにも不穏な空気が流れていた。ブランシュは孤軍奮闘し、1226年に亡夫の異母弟フィリップ・ユルプルら反逆貴族たちを撃破し、1230年に侵入したヘンリー3世を追い払った。またこの頃、シャンパーニュ伯ティボー4世が彼女に捧げた情熱的な詩のために、ブランシュは「ふしだら」と中傷され、パリ滞在中の教皇特使、サンタンジェロ枢機卿ロマーノ・ボナヴェンチュラが逗留を延長する羽目になった。
ブランシュはアルビジョア十字軍を継続し、諸侯の反乱を抑え、巧みな外交術で味方に引き入れ、反対派の貴族を崩壊させた。ルイ9世は常に母ブランシュに自身の王国の舵取りを託しっぱなしであった。1229年にプロヴァンス伯レーモン・ベランジェ4世の長女マルグリットと結婚し、親政を始めてからも、ルイ9世は母の影響の下から脱することはなかった。1248年、ルイ9世が諸般の反対を押し切って第7回十字軍に加わり遠征に出ると、再びブランシュは摂政となった。
1252年、ブランシュはムランで病に倒れ、パリへ連れて行かれたが、数日後に死去した。遺体はモービュイッソン修道院に葬られた。

## 子女
- ブランシュ（1205年 - 1206年）
- アニェス（1207年）
- フィリップ（1209年 - 1218年）
- アルフォンス（1213年）
- ジャン（1213年） - アルフォンスの双子の兄弟
- ルイ9世（1214年 - 1270年） - フランス王
- ロベール（1216年 - 1250年） - アルトワ伯
- フィリップ（1218年 - 1220年）
- ジャン・トリスタン（1219年 - 1232年） - アンジュー伯、メーヌ伯
- アルフォンス（1220年 - 1271年） - ポワトゥー伯、オーヴェルニュ伯、トゥールーズ伯
- フィリップ・ダゴベール（1222年 - 1232年）
- イザベル（1225年 - 1269年）
- シャルル（1226年 - 1285年） - アンジュー伯、メーヌ伯、プロヴァンス伯、フォルカルキエ伯、シチリア王